# 인디라이터
인디라이터란 시, 소설 등의 문예물을 제외한 저술의 여러 분야에서 한 가지 아이템에 대해 기획하고, 그 기획서에 따라 집필하여 한 권의 책을 써 낼 수 있는 사람을 말한다.
뮤지컬배우 겸 연기자 분야에서 은퇴한 작가 명로진의 저서 《인디라이터》(2007년)에 그 개념이 정리되어 있다. 상업적 저작물을 쓰는 '중간 필자'라고 보면 된다. 주류 음악과 자본에서 독립하여 활동하는 '인디 밴드'와 '인디 영화'가 있듯이 주류 학문과 상관없이 다양한 분야의 저술을 하는 작가들 그룹을 말한다.

## 대한민국 인디라이터 코스
- 2006년 12월: 심산스쿨에서 한국 최초로 '인디라이터 반'이 개설되었다.
- 2008년: 교보문고에서 '인디라이터 북 페어'가 열려 기획서와 샘플 원고를 가진 예비 저자들과 출판사 관계자들의 만남을 가졌다.